# Dominique Pandor
Dominique Pandor (La Trinité, 15 maggio 1993) è un calciatore francese, centrocampista del Blois.

## Carriera

### Club
Ha giocato tra la seconda e la quinta divisione francese.

### Nazionale
Nel 2014 ha esordito con la nazionale martinicana.

## Statistiche

### Cronologia presenze e reti in nazionale
| Cronologia completa delle presenze e delle reti in nazionale ― Martinica | Cronologia completa delle presenze e delle reti in nazionale ― Martinica | Cronologia completa delle presenze e delle reti in nazionale ― Martinica | Cronologia completa delle presenze e delle reti in nazionale ― Martinica | Cronologia completa delle presenze e delle reti in nazionale ― Martinica | Cronologia completa delle presenze e delle reti in nazionale ― Martinica | Cronologia completa delle presenze e delle reti in nazionale ― Martinica | Cronologia completa delle presenze e delle reti in nazionale ― Martinica |
| Data                                                                     | Città                                                                    | In casa                                                                  | Risultato                                                                | Ospiti                                                                   | Competizione                                                             | Reti                                                                     | Note                                                                     |
| ------------------------------------------------------------------------ | ------------------------------------------------------------------------ | ------------------------------------------------------------------------ | ------------------------------------------------------------------------ | ------------------------------------------------------------------------ | ------------------------------------------------------------------------ | ------------------------------------------------------------------------ | ------------------------------------------------------------------------ |
| 12-11-2014                                                               | Montego Bay                                                              | Giamaica                                                                 | 1 – 1                                                                    | Martinica                                                                | Coppa dei Caraibi 2014 - Fase a gironi                                   | -                                                                        | 81’                                                                      |
| 23-6-2017                                                                | Fort-de-France                                                           | Curaçao                                                                  | 2 – 1                                                                    | Martinica                                                                | Coppa dei Caraibi 2017 - Semifinali                                      | -                                                                        | 82’                                                                      |
| 25-6-2017                                                                | Fort-de-France                                                           | Martinica                                                                | 0 – 1                                                                    | Guyana francese                                                          | Coppa dei Caraibi 2017 - Finale 3º posto                                 | -                                                                        | 78’                                                                      |
| Totale                                                                   |                                                                          | Presenze                                                                 | 3                                                                        |                                                                          | Reti                                                                     | 0                                                                        |                                                                          |